# Andy Dorman
Andrew „Andy“ Dorman (* 1. Mai 1982 in Chester) ist ein walisischer Fußballspieler.

## Sportlicher Werdegang

### Verein
Dorman wuchs im Norden von Wales auf. Im Alter von 18 Jahren ging er an die Boston University in die USA. 2004 wurde er von New England Revolution unter Vertrag genommen. Seitdem spielte er für die Mannschaft aus Massachusetts. 2006 stand er bei allen Spielen für die Revs auf dem Platz. Da viele Spieler in dieser ausfielen, spielte er auf mehreren Positionen.
2007 wechselte er, da sein Vertrag nicht verlängert wurde, nach Schottland zum FC St. Mirren. Sein erstes Spiel absolvierte Dorman am 19. Januar 2008 gegen den FC Motherwell. Nachdem er in der Saison 2008/09 gute Leistungen gezeigt hatte und sogar Spieler des Monats Februar geworden war, verlängerte Mirren seinen Vertrag um ein Jahr. Er erzielte zwölf Tore in der Saison und war damit neben Billy Mehmet der erfolgreichste Torschütze beim FC St. Mirren in der Saison 2008/09.
Im Sommer 2010 wechselte Dorman nach England zu Crystal Palace, wo er einen Drei-Jahres-Vertrag unterschrieb. Von dort wurde er im November 2011 an den Viertligisten Bristol Rovers ausgeliehen. Am 31. August 2012 löste er seinen Vertrag mit Crystal Palace auf.
Am 15. November 2012 wechselte er zurück zu New England Revolution.

### Nationalmannschaft
Dorman wurde in England geboren. Er bezeichnet sich selbst aber als Waliser, da er dort aufgewachsen ist. Seine Eltern und auch seine Großeltern stammen selbst nicht daher. Aus diesem Grund war es ihm erst nicht erlaubt für die walisische Fußballnationalmannschaft zu spielen. Im Oktober 2009 änderte die FIFA die Bestimmungen und so war Dorman für Wales spielberechtigt, da er in Wales mindestens fünf Jahre lang vor seinem 16. Geburtstag zur Schule gegangen ist.
Er gab sein Debüt für die Nationalmannschaft am 23. Mai 2010 gegen Kroatien.

## Privat
Dorman besuchte die Hawarden High School in Hawarden, Wales. Dort sind auch Michael Owen und Gary Speed zur Schule gegangen. Sein Bruder, Richie Dorman, ist ebenfalls Fußballspieler und steht aktuell bei Seinäjoen JK in Finnland unter Vertrag.

## Erfolge
- Lamar Hunt U.S. Open Cup: 2007